# Indianerna
För andra betydelser av ordet indian, se Indian (olika betydelser)
Indianerna eller Kumla MSK, grundat 1936 är en speedwayklubb från Kumla i Sverige som för tillfället medverkar i Elitserien i Speedway. Indianerna vann SM i speedway år 1990 och 1991. Indianernas hemmabana är Glottra Skog Arena och ligger vid Sannahed, mellan Hallsberg och Kumla.

## Förare 2024
Eddie Bock
 Tom Brennan
 Krysztof Buczkowski
 Gleb Chugunov
 Patryk Dudek
 Jonatan Grahn
 Rasmus Karlsson
 Bartłomiej Kowalski
 Mathias Pollestad
 Johannes Stark
 Anders Thomsen
 Szymon Wozniak (Lagkapten)

## Förare 2021
Joel Andersson
 Max Fricke
 Adrian Gala
 Gustav Grahn
 Jonatan Grahn
 Chris Holder
 Niels-Kristian Iversen
 Jonas Jeppesen
 Ludvig Lindgren (Lagkapten)
 Andreas Lyager
 Christoffer Selvin
 Ludvig Selvin
 Grzegorz Zengota

## Förare 2019
Tai Woffinden 2,143
 Kenneth Bjerre 1,719
 Chris Holder 1,660
 Anders Thomsen 1,612
 Piotr Protasiewicz 1,556
 Joel Andersson 0,875
 Ludvig Lindgren   0,826  (Lagkapten)
 Krystian Pieszczek 1,290 
 Jonatan Grahn 0,500
 Christoffer Selvin 0,500

Totalt snitt: 10,217
Golvsnitt: 9,000
Taksnitt: 10,250

## Förare 2018
Václav Milík   1,722 
 Piotr Protasiewicz   1,887
 Kenneth Bjerre   1,719
 Adrian Miedzinski   1,711
 Ludvig Lindgren   0,946  (Lagkapten)
 Victor Palovaara   1,000
 Anders Thomsen 1,522  
 Bjarne Pedersen 1,180
 Christoffer Selvin 0,500
 Simon Gustafsson 0,500
 Niklas Fridell 0,500
 Jonatan Grahn 0,500

## Förare i Indianerna 2009
Indianerna slutade sexa i serien på totalt 16 poäng och gick för andra gången under 2000-talet vidare till slutspel. I kvartsfinalen möte man Elit Vetlanda i två matcher. Första matchen som gick den 8 september slutade oavgjord 48-48. Den andra matchen kördes i Vetlanda och slutade med vinst för Elit Vetlanda 52-44. Trots förlust med totalt 92-100, gick Indianerna vidare till semifinal som "lucky loser", dock med endast 1 poäng i marginal mot Västerviks 91 poäng, i deras kvartsfinals förlust mot Vargarna. I semifinal möte man Lejonen först på hemmaplan den 22 september och slutade med 52-44 till Indianerna. Den 23 september var det returmöte i Gislaved där Lejonen vann med 57-39. Totalt vann Lejonen semifinalen med 101-91.
| Förare             | Poäng | Heat | Matcher | Snitt |
| ------------------ | ----- | ---- | ------- | ----- |
| Piotr Protasiewicz | 140   | 65   | 14      | 8,28  |
| Matej Ferjan       | 17    | 22   | 6       | 4,82  |
| Grzegorz Walasek   | 142   | 80   | 15      | 7,09  |
| Rune Holta         | 152   | 81   | 15      | 7,83  |
| Joonas Kylmäkorpi  | 16    | 19   | 5       | 4,80  |
| Renat Gafurov      | 27    | 25   | 5       | 4,99  |
| Jespers B Monberg  | 87    | 66   | 13      | 5,27  |
| David Rohlén       | 2     | 7    | 4       | 2,00  |
| Simon Gustafsson   | 48    | 45   | 11      | 4,18  |
| Leon D Madsen      | 70    | 46   | 11      | 4,72  |
| Magnus Zetterström | 8     | 13   | 3       | 5,35  |

## Förare i Indianerna 2008
| Förare               | Poäng | Heat | Matcher | Snitt |
| -------------------- | ----- | ---- | ------- | ----- |
| Piotr Protasiewicz   | 171   |      | 16      | 7,98  |
| Matej Ferjan         | 134   |      | 18      | 5,89  |
| Edward Kenneth       | 7     |      | 3       | 5,39  |
| Adrian Miedzinski    | 138   |      | 17      | 6,20  |
| Magnus Zetterström   | 142   |      | 18      | 6,12  |
| Henrik Gustafsson    | 85    |      | 16      | 5,05  |
| Kaj Laukkanen        | -     |      | 0       | 4,52  |
| Christian Hefenbrock | 17    |      | 3       | 4,35  |
| Simon Gustafsson     | 76    |      | 18      | 4,39  |
| Leon D Madsen        | 0     |      | -       | 2,00  |

## Förare i Indianerna 2007
| Förare             | Poäng | Heat | Matcher | Snitt |
| ------------------ | ----- | ---- | ------- | ----- |
| Magnus Zetterström | 114   |      | 18      | 4,95  |
| Rafal Okoniewski   | 32    |      | 8       | 4,66  |
| Matej Ferjan       | 144   |      | 17      | 6 ,24 |
| Piotr Protasiewicz | 77    |      | 18      | 7,19  |
| Henrik Gustafsson  | 67    |      | 13      | 4,71  |
| / Roman Povazhny   | 78    |      | 14      | 4,74  |
| Kaj Laukkanen      | 98    |      | 17      | 4,67  |
| Simon Gustafsson   | 53    |      | 14      | 2,84  |
| Ludvig Lindgren    | 14    |      | 7       | 2,00  |

## Framstående förare
- Henrik Gustafsson
- Ryan Sullivan 2011
- Matej Ferjan